# Intersputnik
Intersputnik byl telekomunikační systém států východního bloku vzniklý v roce 1971.

## Vznik organizace

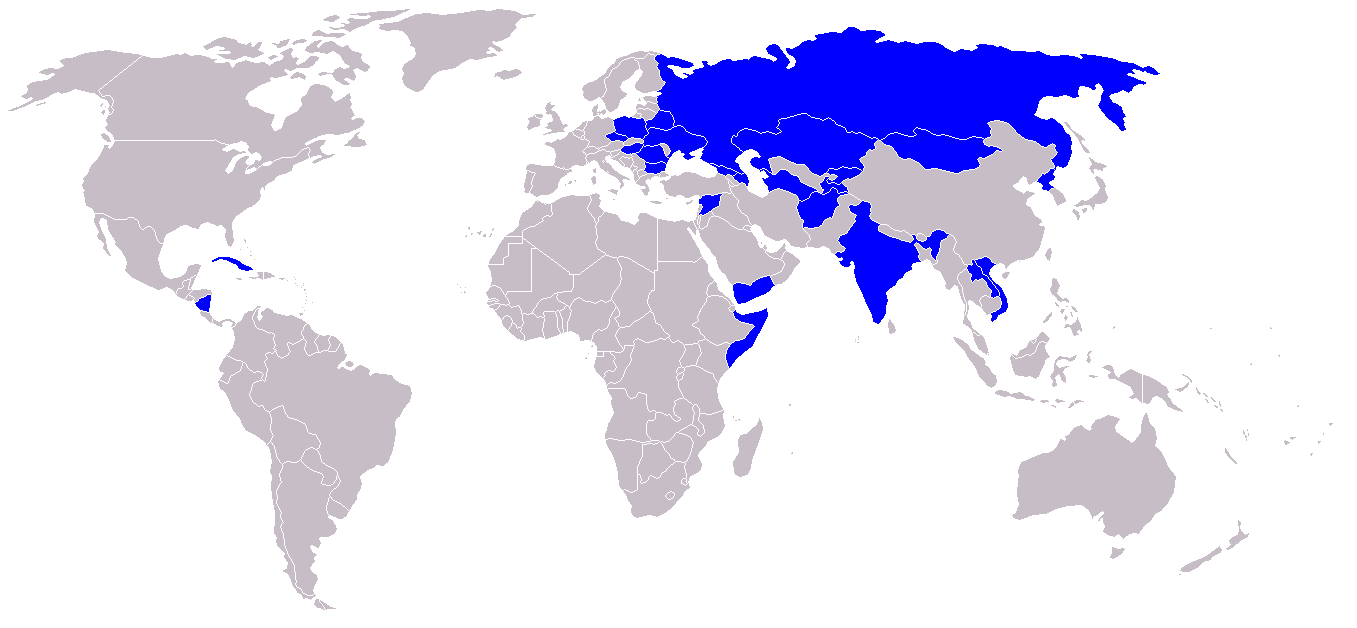
Členské země

Sovětský blok ve snaze napodobit americké a mezinárodní telekomunikační systémy (COMSAT 1962, Intelsat 1965) založil roku 1971 další mezinárodní družicový systém, Intersputnik.
Dohoda o jeho založení byla podepsána 15. listopadu 1971 v Moskvě. Zahrnovala tyto státy: Bulharsko, ČSSR, Kuba, Maďarsko, Mongolsko, NDR, Polsko, Rumunsko a SSSR. Samotná organizace vznikla v roce 1972.
V Československu pro realizaci programu byla v letech 1974-1975 poblíž dvojměstí Sedlec-Prčice vybudována pozemní stanice. Obdobné stanice vznikly v dalších zapojených státech, v roce 1980 i ve Vietnamu, který do organizace vstoupil později.

## Program
Intersputnik měl zahrnovat projektování, výstavbu, provoz a rozvoj telekomunikačního systému. Vypouštění telekomunikačních družic měly zabezpečit účastnické státy a buď je samy využívat, nebo pronajímat zájemcům.

## Organizační struktura
Organizace měla dva řídící orgány. Jednak svou Radu, kolektivní orgán, kde měla každá země jeden hlas. Pak ředitelství, v jehož čele byl generální ředitel a jeho náměstek. Ředitelství mělo roli výkonného a administrativního orgánu.

## Družice
Zúčastněné státy vysílaly od roku 1974 na orbitální dráhu Země družice nazvané Molnija, s nimiž původně počítal Sovětský svaz jen pro své potřeby. Dále byla vypuštěna řada družic Raduga (též Stacioner či Gorizont). Gorizonty zajišťovaly přenosy z OH 1980 v Moskvě.

## Dnešní stav
Po rozpadu sovětského bloku tento systém, na rozdíl od podobného programu Interkosmos, nezanikl, ale byl zčásti integrován do Intelsatu.

## Odkazy

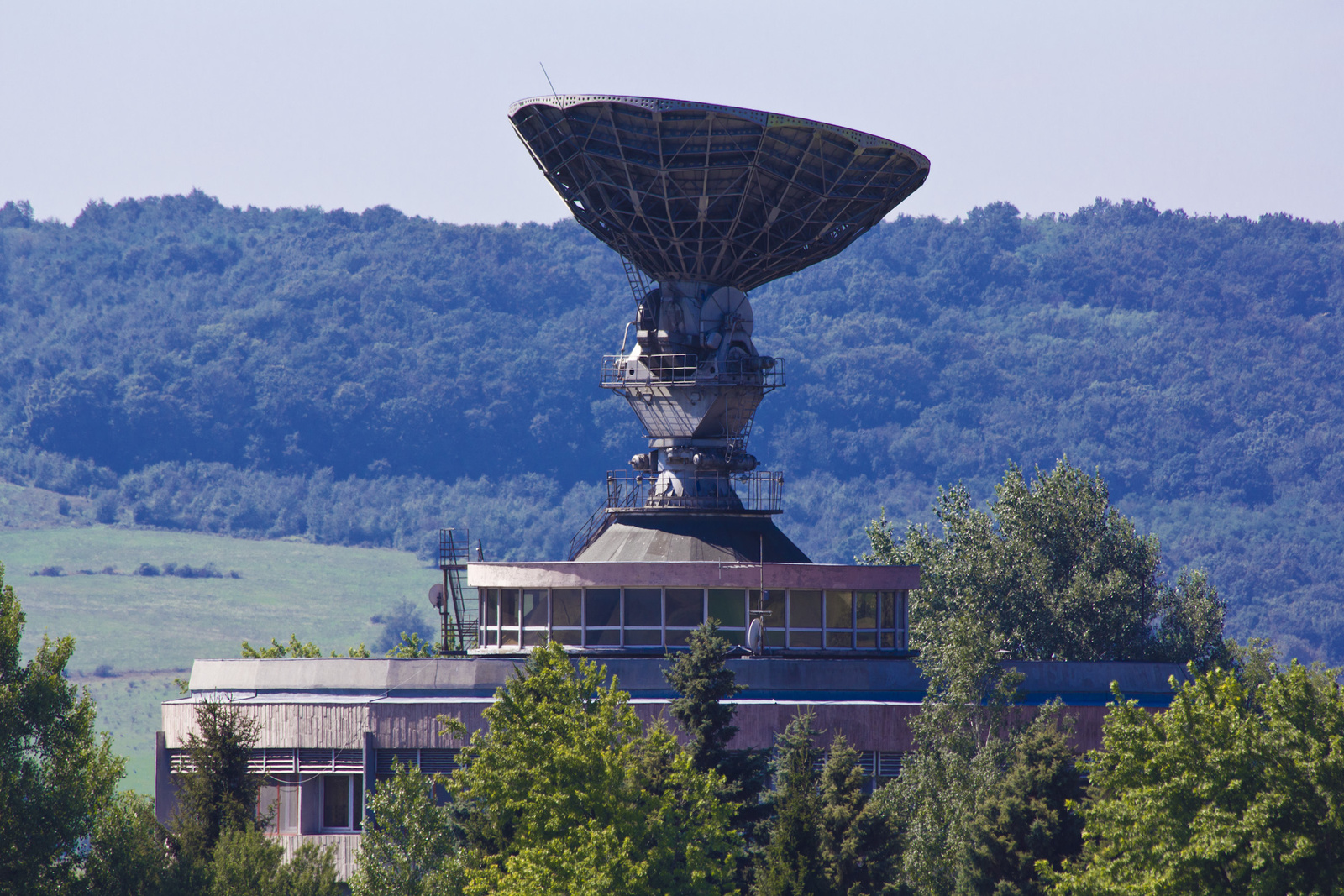
Středisko Intersputniku v Maďarsku